# إدوارد كوك بيلنغز
إدوارد كوك بيلنغز (بالإنجليزية: Edward Coke Billings) هو قاضي ومحامي أمريكي، ولد في 3 ديسمبر 1829، وتوفي في 1 ديسمبر 1893.